# Rectoria de Tavertet
La Rectoria és una antiga rectoria reconvertida en museu de Tavertet (Osona) inclosa a l'Inventari del Patrimoni Arquitectònic de Catalunya.

## Descripció
Rectoria de planta rectangular, assentada sobre el desnivell del terreny i orientada a ponent, i unida a l'església a través d'un pont per la part de tramuntana. Per les característiques constructives s'hi endevinen clarament dues edificacions que pels carreus que feien d'escaire deixen entreveure una edificació que pertanyia pròpiament a la rectoria i una altra a la casa contigua. La façana presenta un gran portal adovellat i una finestreta, al primer pis hi ha una finestra amb la llinda datada, ampit i espiera (sector de la rectoria) on s'hi obren dues finestres més. A l'altra part hi ha dues finestres al primer i al segon pis. A la part de tramuntana té diverses obertures, la de migdia és unida a una altra casa i al NE hi ha un portalet, que pel desnivell correspon al primer pis, i que des de la part posterior de la casa dona accés a l'atri de l'església.

## Història
La història de la rectoria va lligada a la de l'església, les primeres notícies de la qual daten del 1070 a través d'un document en què els vescomtes d'Osona- Cardona (senyors de Rupit) donen com a feu Robert Umbert dues cavalleries de terra que tenia Ramon Miró de Tavertet excepte l'església.
Per la dada constructiva que conserva l'edificació (1708 VERNEDA RECTOR), es pot suposar que l'habitatge del rector fou reformada o ampliada ensems que l'església quan s'hi bastí la sagristia i un altar o capella a la part de migdia. Queda però sense documentar l'altra part de l'edificació que avui està convertida en MUSEU a la part baixa i dona testimoni d'haver estat una casa important.